# Siegen (Bas-Rhin)
Siegen ist eine französische Gemeinde mit 508 Einwohnern (Stand 1. Januar 2021) im Département Bas-Rhin in der Region Grand Est (bis 2015 Elsass). Sie gehört zum Arrondissement Haguenau-Wissembourg und zum Kanton Wissembourg. Die Bewohner nennen sich Siegenois; sie werden auch die Wölfe genannt, in der elsässischen Mundart Siegemer Woelf.

## Geografie
Die Gemeinde Siegen liegt etwa zehn Kilometer südwestlich von Lauterbourg und fünf Kilometer südlich der Lauter, die die Grenze zu Rheinland-Pfalz markiert.
Zur Gemeinde Siegen gehört der Ortsteil Kaidenbourg im Südwesten, der an Trimbach grenzt.
Nachbargemeinden von Siegen sind Schleithal im Norden, Salmbach im Nordosten, Oberlauterbach im Südosten, Crœttwiller im Süden, Trimbach im Südwesten sowie Seebach im Nordwesten.

## Bevölkerungsentwicklung
| Jahr      | 1962 | 1968 | 1975 | 1982 | 1990 | 1999 | 2007 | 2017 |
| Einwohner | 444  | 446  | 427  | 414  | 427  | 493  | 518  | 508  |

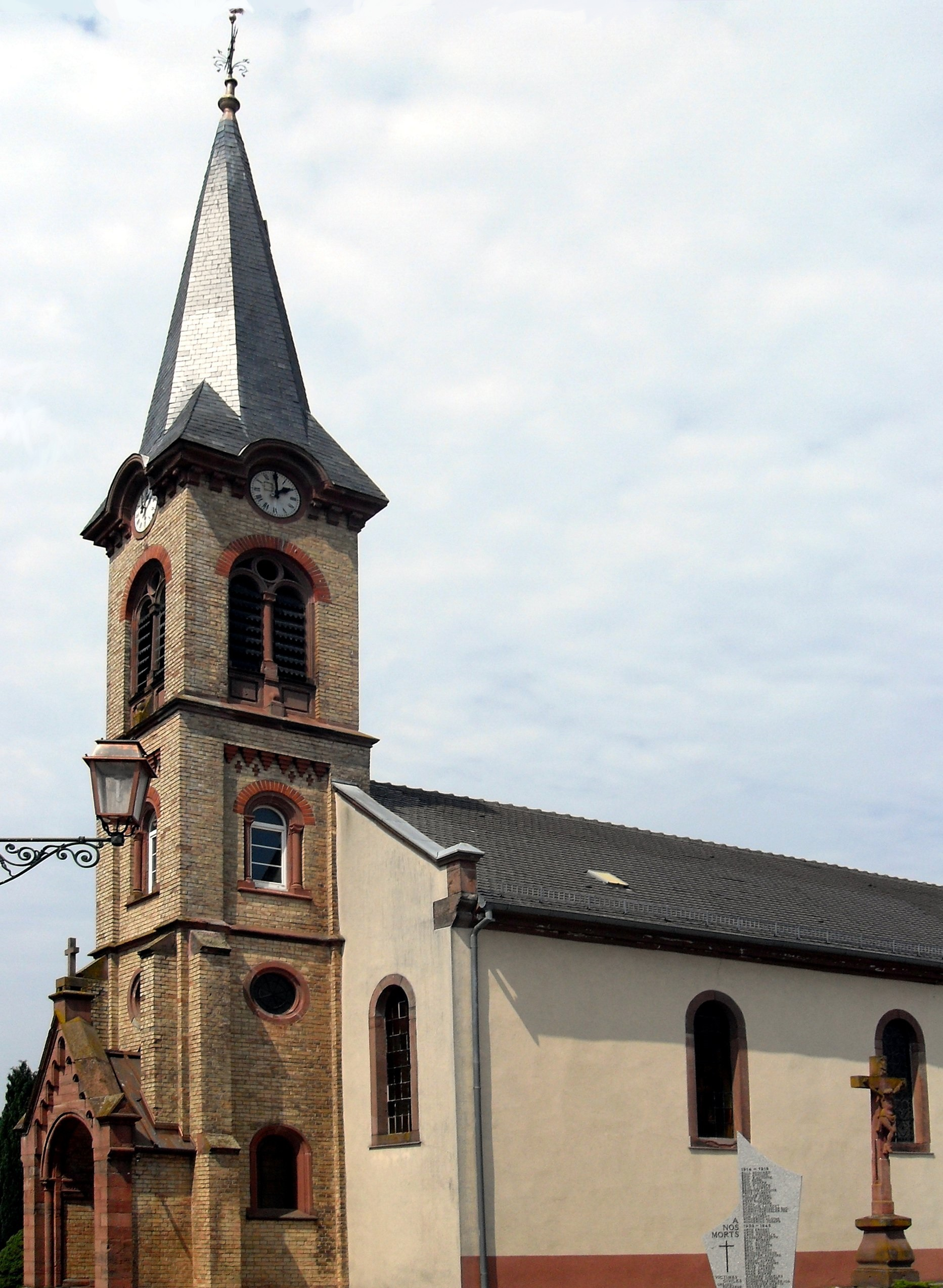
Kirche St. Laurentius
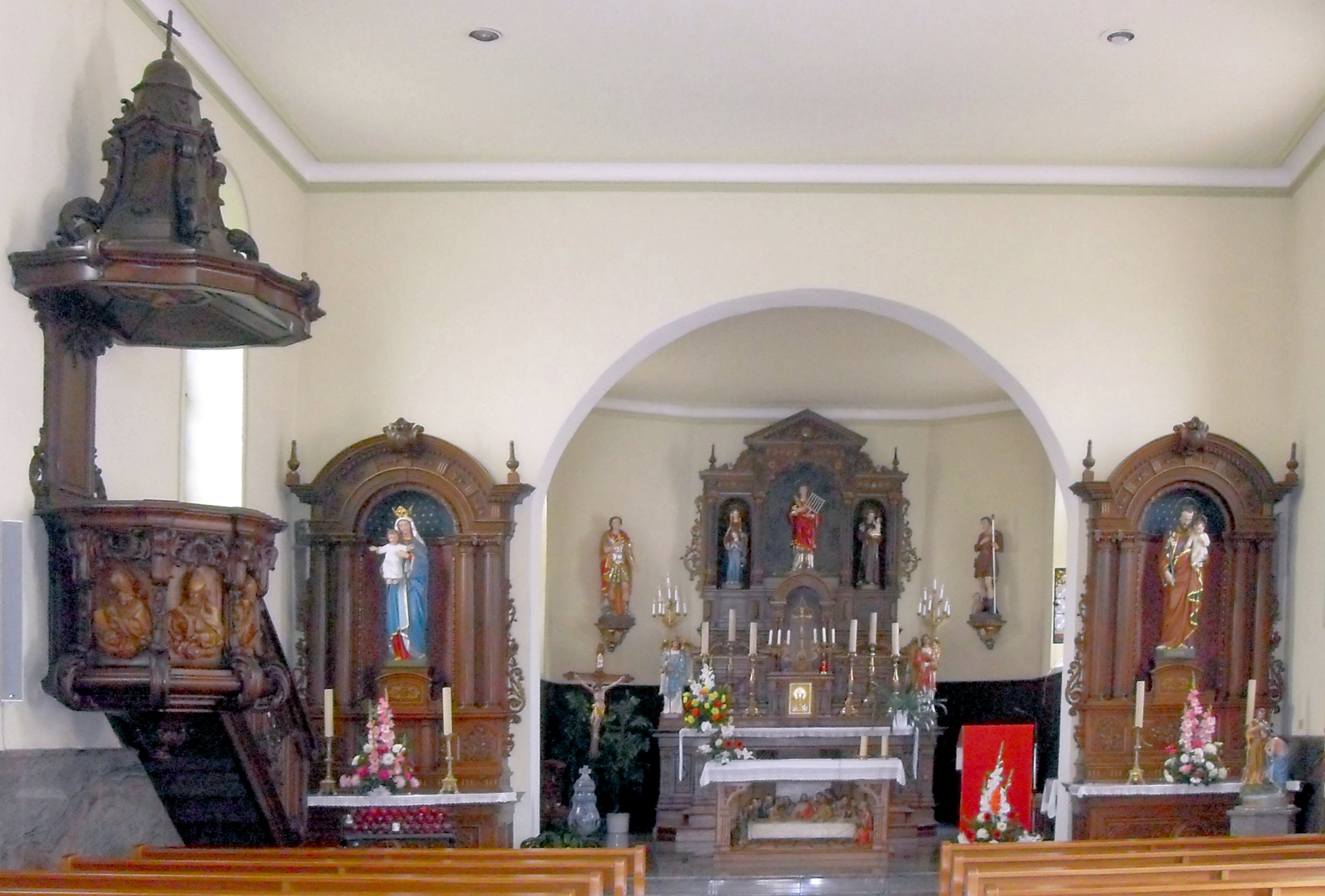
Altar St. Laurentius
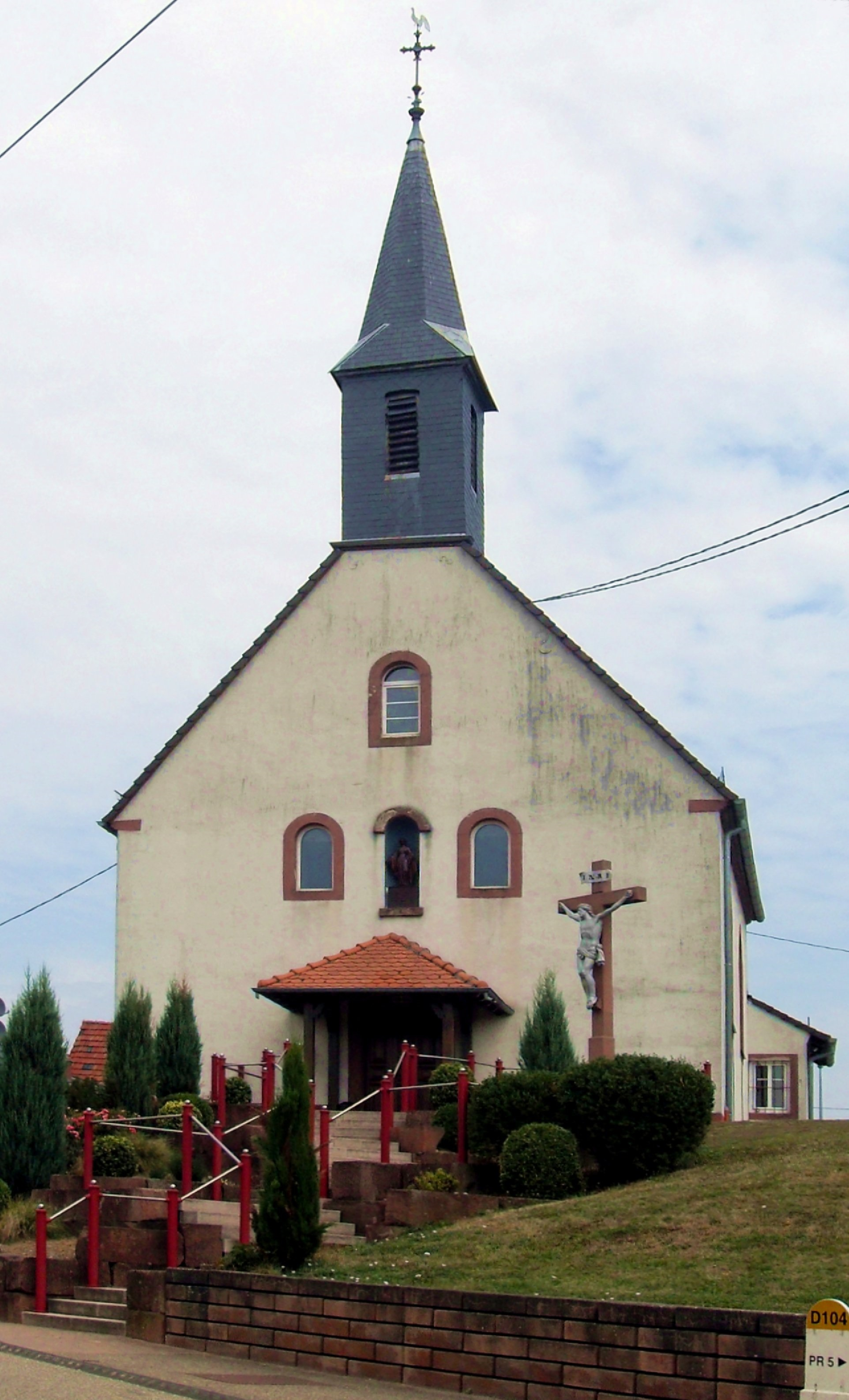
Kapelle Mariä Heimsuchung im Ortsteil Kaidenbourg